# Herz-Jesu-Kirche (Forst (Lausitz))

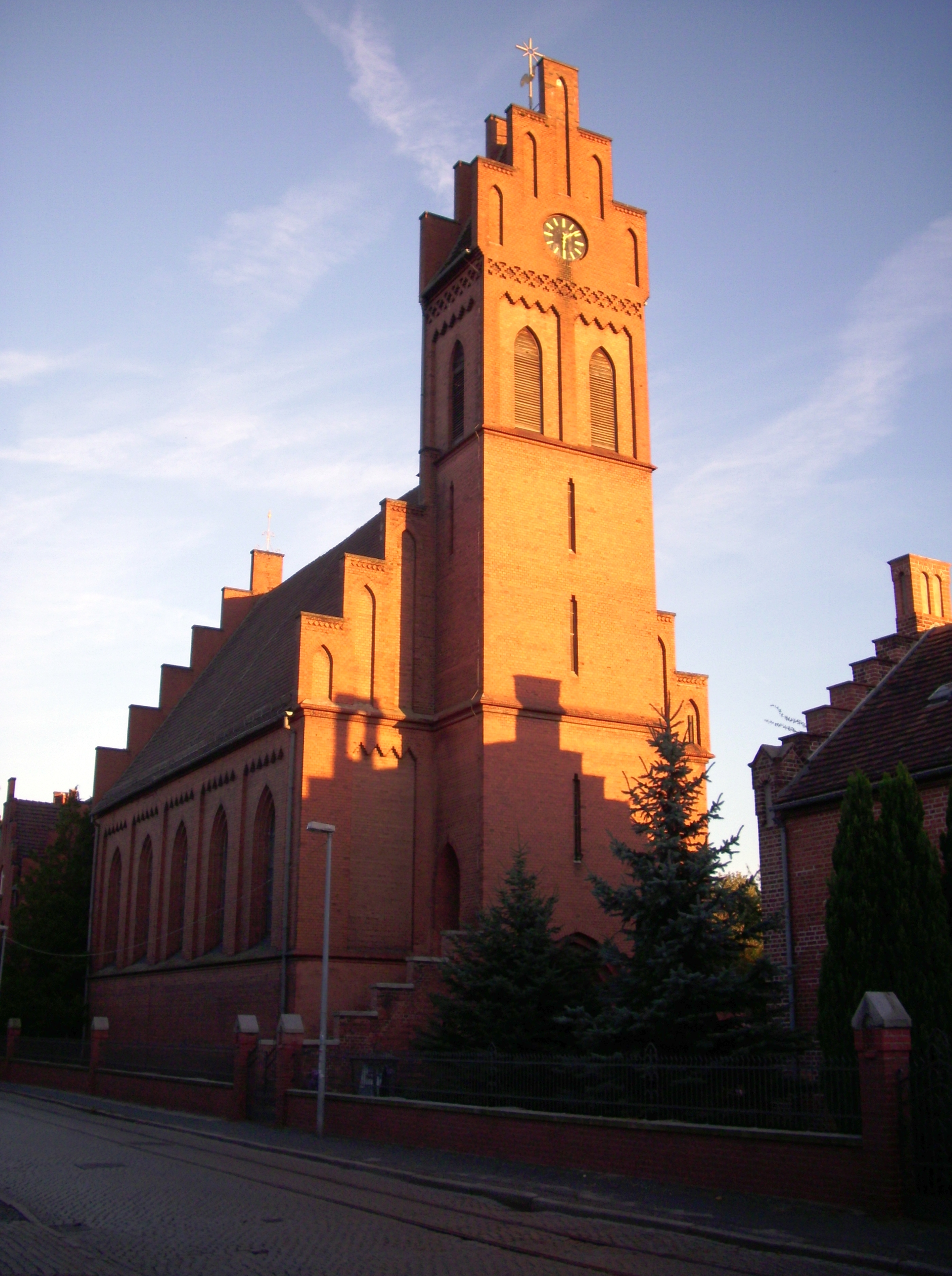
Herz-Jesu-Kirche Forst (2012)

Die Herz-Jesu-Kirche ist eine römisch-katholische Filialkirche im Bistum Görlitz. Sie befindet sich in der Stadt Forst (Lausitz) im Landkreis Spree-Neiße in Brandenburg und gehört zur Pfarrei St. Benno Spremberg im Dekanat Cottbus-Neuzelle. Das Kirchengebäude ist als Baudenkmal in der Denkmalliste des Landes Brandenburg eingetragen.

## Geschichte und Architektur
Nach der Gründung der katholischen Gemeinde in Forst wurde 1857 zunächst die Marienkapelle als Gotteshaus gebaut. Diese wurde mit der Zeit zu klein, weshalb zunächst eine Vergrößerung der Kapelle geplant war. Diese Planungen wurden nach kurzer Zeit verworfen und 1874 genehmigte der Breslauer Fürstbischof Heinrich Förster den Bau einer größeren Kirche. Diese wurde von dem Architekten Friedrich von Schmidt entworfen. Im Mai 1875 erfolgte die Grundsteinlegung, am 6. Dezember 1876 wurde die Kirche eingeweiht. Seit 1925 war die Kirche im Inneren mit Ausmalungen von Willi Jennrich versehen, die sich an den Altarfiguren orientierte. Während des Zweiten Weltkrieges wurden die Fenster, das Dach und die Orgel der Herz-Jesu-Kirche beschädigt. Die Fenster wurden danach in vereinfachter Form erneuert, des Weiteren erhielt der Innenraum einen neuen Anstrich. In den Jahren 1977 und 1978 sowie zwischen 1990 und 1995 erfolgten weitere Sanierungsmaßnahmen an der Kirche. Die Pfarrei Heiligstes Herz Jesu Forst ging am 16. Juni 2016 in der Pfarrei St. Benno Spremberg auf.

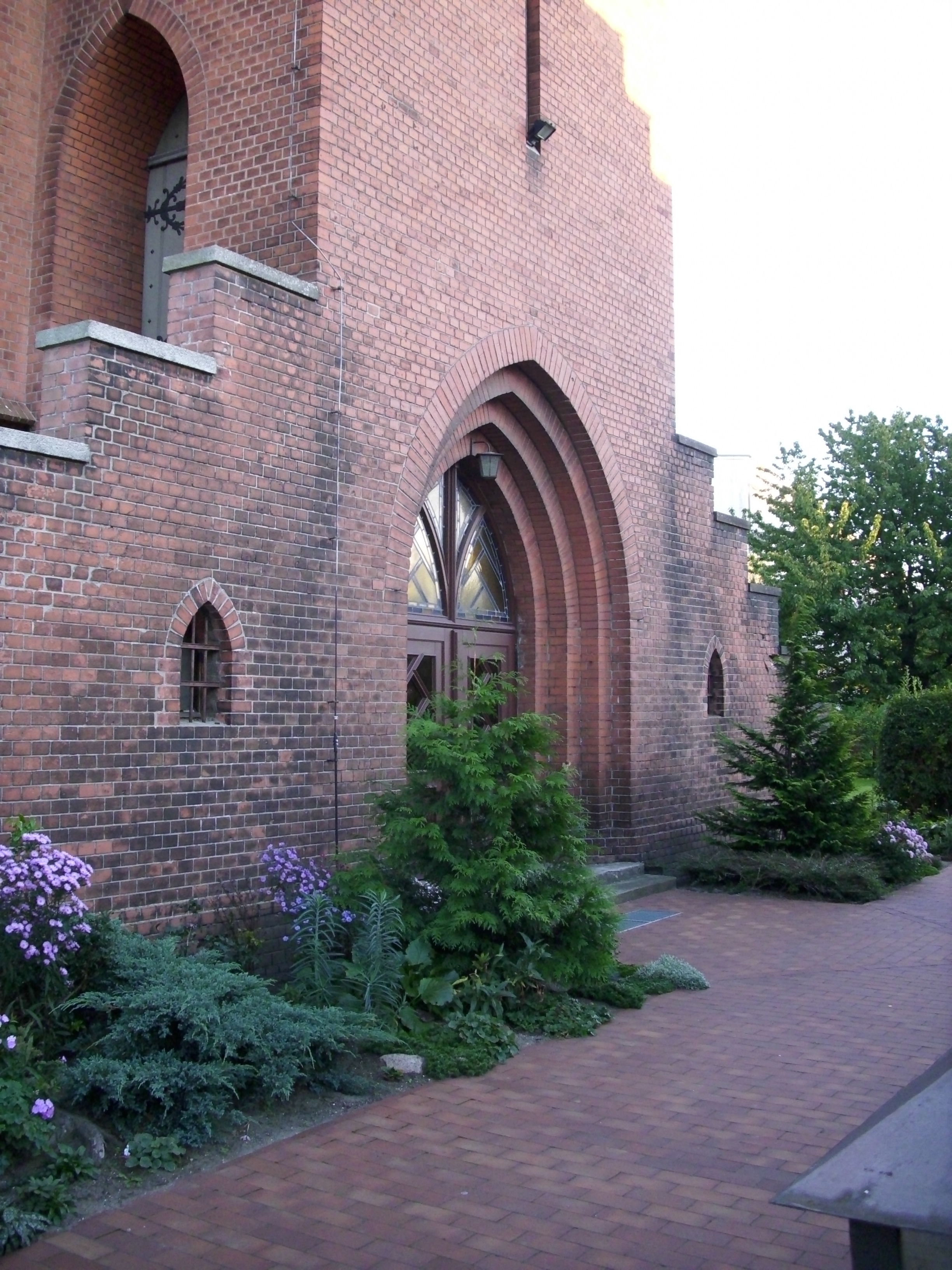
Unteres Turmgeschoss (2012)

Die Herz-Jesu-Kirche ist eine Backsteinkirche im Stil der Neugotik. Sie hat einen querrechteckigen Turm mit dreiteiligem Treppengiebel. Über dem zweiten und dem vierten Geschoss ist die Fassade mit einem Gesimsband umzogen, im Glockengeschoss befinden sich spitzbogige Schallluken. Der Giebel ist mit spitzbogigen Blenden gegliedert. In der Westwand und im zweiten Geschoss der Seitenwände des Turms liegen Spitzbogenportale, die seitlichen Türen sind durch Freitreppen erreichbar. Das Kirchenschiff hat ebenfalls Treppengiebel und in den fünfachsigen Längswänden große Spitzbogenfenster. Der Chorschluss ist dreiseitig geschlossen. Alle Fassadenteile sind durch Vor- und Rücksprünge mit unterschiedlich gefärbten Ziegeln und Zackenfries gegliedert.
Im Innenraum hat die Kirche verputzte weiße Wände und einen offenen Scheindachstuhl mit Hängewerk. Der Altarraum hat ein Kreuzrippengewölbe auf Konsolen, zwischen Altarraum und Kirchenschiff liegt ein großer spitzer Triumphbogen. Der Altarraum ist gegenüber dem Kirchenschiff um drei Stufen erhöht und wurde 1968 mit hellen Sandsteinplatten belegt, der restliche Bodenbelag ist dunkel. Die Farbfenster im Altarraum wurden 1990 und 1995 von Friedrich Schötschel bemalt. An der Westwand des Kirchenschiffs steht eine Empore aus Stahlbeton, die als Ersatz für die im Zweiten Weltkrieg zerstörte Holzempore gebaut wurde.

## Ausstattung
Im Jahr 1878 wurden ein Hochaltar und zwei Nebenaltäre des Kunsttischlers C. Buhl in die Kirche eingebaut. Bei einer Sanierung der Kirche im Jahr 1968 wurden diese Altäre sowie die Kanzel und das Gestühl ausgebaut und ersetzt. Der neue Sandsteinaltar wurde von Georg Nawroth angefertigt. Von dem alten Hochaltar sind die vier Altarfiguren erhalten, die auf den Chorwänden aufgestellt wurden. Die in der Herz-Jesu-Kirche befindliche Christusfigur wurde 1990 von Friedrich Schötschel gefertigt.
Die heutige Orgel wurde 1952 von Hermann Eule Orgelbau aus Bautzen gebaut, nachdem das ursprüngliche Instrument durch Kriegseinwirkung zerstört wurde. Sie hat 18 Register auf zwei Manualen und Pedal.
Die Kirchenglocken aus Bronze wurden 1965 von der Firma Schilling aus Apolda gegossen.